# T-20 Komsomolec
T-20 Komsomolec – opancerzony gąsienicowy ciągnik artyleryjski, konstrukcji sowieckiej, z okresu przed II wojną światową.

## Historia
W latach 30. XX wieku. oddziały Armii Czerwonej były coraz lepiej wyposażone w sprzęt artyleryjski. Szybko okazało się, że dotychczasowe środki holownicze - zaprzęgi konne - są niewystarczające. Były też bardzo wrażliwe na ogień nieprzyjaciela. Postanowiono zastąpić je lekkim, szybkim i, w miarę możliwości, opancerzonym ciągnikiem gąsienicowym.
Jednym z pierwszych takich pojazdów, był ciągnik typu Pionier. Został on zaprojektowany przez inż. A.S. Szczegłowa w biurze konstrukcyjnym NATI. Był on wzorowany na lekkim amerykańskim ciągniku Marmon-Herrington. Do jego budowy wykorzystano podzespoły czołgu pływającego T-37A. Pojazd kierowany przez jednego żołnierza, mógł zabierać 6 ludzi obsługi holowanego działa. Wyprodukowano serię 50 wozów, lecz pojazd miał zbyt mały uciąg oraz był nieopancerzony. Próby likwidacji tych mankamentów nie powiodły się. W roku 1936 zamówiono konkurencyjną konstrukcję opracowaną w Fabryce nr 37, pod kierunkiem inż. A. Astrowa. Wóz ten zyskał uznanie armii i został przyjęty na uzbrojenie jako T-20 "Komsomolec".
W konstrukcji pojazdu wykorzystano silnik samochodowy i częściowo układ jezdny czołgu pływającego T-38. Testy ciągnika trwały od sierpnia do listopada 1937. Pojazd przeszedł je pomyślnie i rozpoczęto produkcję seryjną, która trwała do połowy 1941. Ogółem zbudowano 7780 egzemplarzy.

## Służba
Ciągniki Komsomolec odegrały ogromną rolę w procesie motoryzacji Armii Czerwonej. Zapotrzebowanie każdej dywizji piechoty wynosiło minimum 60 pojazdów tego typu, a produkcja nie mogła zaspokoić wszystkich potrzeb. Z tego powodu w ciągniki wyposażano tylko jednostki pierwszego rzutu oraz jednostki piechoty zmotoryzowanej w związkach pancernych. Ciągniki T-20 zostały użyte bojowo w walkach z Japończykami nad jeziorem  Chasan w 1938 oraz nad rzeką Chałchin-Goł w 1939. Potem używano ich w wojnie zimowej. Znajdowały się także w składzie wojsk wkraczających do Polski 17 września 1939. Kilka z nich zostało zniszczonych w walkach przez polskich żołnierzy. Były one także używane w pierwszej fazie wojny z Niemcami. Szybko jednak uległy zniszczeniu i zużyciu. Oprócz zadań holowniczych, ciągników Komsomolec sporadycznie używano do rozpoznania i zwalczania piechoty.

## Bibliografia

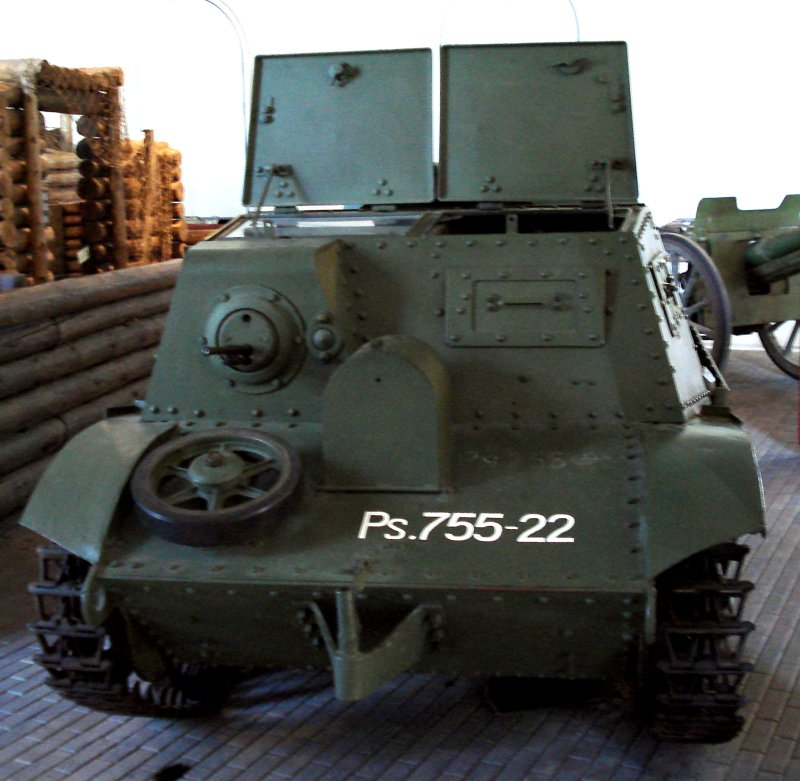